# Хајгер
Хајгер (њем. Haiger) град је у њемачкој савезној држави Хесен. Једно је од 23 општинска средишта округа Лан-Дил. Према процјени из 2010. у граду је живјело 19.534 становника. Посједује регионалну шифру (AGS) 6532011.

## Географски и демографски подаци
Хајгер се налази у савезној држави Хесен у округу Лан-Дил. Град се налази на надморској висини од 272 метра. Површина општине износи 106,7 km². У самом граду је, према процјени из 2010. године, живјело 19.534 становника. Просјечна густина становништва износи 183 становника/km².

## Међународна сарадња
| Мјесто | Држава    | Врста сарадње | Од    |
| ------ | --------- | ------------- | ----- |
|        | Француска | партнерство   | 1966. |
|        | Француска | партнерство   | 1991. |
| Извор  |           |               |       |